# 蕭
蕭（しょう）は、漢姓のひとつ。『百家姓』の99番目。南北朝時代の南斉および梁の国姓である。
「蕭」は中華人民共和国の第二次漢字簡化方案で「肖」と書き換えられたため、その時代やその以前に生まれた人の身分証明書では姓が「肖」と記されることが多い。改姓の手続きが困難であるため、「肖」のままで定着したことも多い。2020年の中華人民共和国の第7回全国人口調査（国勢調査）に基づく姓氏統計によると「肖」は中国で33番目に多い姓（758.56万人）である。一方、台湾の2018年の統計では「蕭」が第28位で、195,507人がいる。

## 由来
『広韻』の引く『風俗通』によると、宋の楽叔（『春秋左氏伝』荘公12年では蕭叔大心）が湣公を殺した南宮万を討伐して桓公を立てた功績によって蕭邑に封建されたのが蕭氏のはじまりだという。いっぽう、『春秋左氏伝』定公4年では殷の遺民六族のうちに蕭氏があったことを述べる。

### 蘭陵蕭氏
『南斉書』高帝紀は、南朝の蕭氏を前漢の蕭何の子孫と称し、長い系図を載せている。それによると、蕭氏は蕭何の孫の蕭彪のとき以来、東海郡蘭陵県（現在の山東省臨沂市蘭陵県）に住んでいたが、晋の淮陰県令であった蕭整のとき、永嘉の乱による混乱を避けて、江南の武進県（現在の江蘇省常州市武進区）に移住した。この地に南蘭陵郡蘭陵県が僑置された。南朝斉の初代皇帝である蕭道成は、蕭整の玄孫にあたるという。また、『梁書』武帝紀によると、南朝梁の初代皇帝である蕭衍も蕭整の来孫にあたるという。
このような系図はもちろん皇帝の権威を高めるために作られたもので、信頼するに足りない。『南斉書』の系図では蕭望之を蕭何の子孫としているが、顔師古が『漢書』蕭望之伝の注でこのことを激しく批判している。
南斉王朝を開いた蕭道成やその父の蕭承之は武人であったが、5世紀後半以降は蕭子良のようにすぐれた文人が現れるようになった。
南朝宋の外戚であった蕭氏も蘭陵蕭氏であるが、『宋書』后妃列伝に載せる家系は『南斉書』や『梁書』の系図と重なるところがない。

### 契丹の蕭氏
遼（契丹）王朝で蕭氏は耶律氏と並ぶ重要な姓で、皇后はほとんどが蕭氏であり、いとこ婚が多い。『契丹国志』族姓原始によると、契丹族にもと姓はなかったが、後に中国風に王族は耶律氏を、后族は蕭氏を名乗ったという。『遼史』によると、太宗が大同元年（947年）に抜里・乙室已・述律の三族に蕭姓を与えた。耶律阿保機（太祖）の述律皇后は回鶻の糯思の子孫であり、太宗の靖安蕭皇后と世宗の懐節蕭皇后はその姪にあたる。景宗の睿智蕭皇后も同族で、聖宗の仁徳蕭皇后はその姪、欽哀蕭皇后は述律皇后の弟の蕭阿古只の子孫であるという。興宗の仁懿蕭皇后と道宗の宣懿蕭皇后は欽哀蕭皇后の姪。

## 著名な人物
- 蕭何 - 前漢の相国。
- 蕭望之 - 前漢の政治家。
- 蕭文寿（孝懿皇后）- 南北朝時代の宋の初代皇帝である劉裕の継母。
- 蕭道成 - 南北朝時代の南斉の初代皇帝。
- 蕭子良 - 南斉の皇族、政治家、文人。永明体の詩は蕭子良の下で発達した。
- 蕭衍（梁武帝）- 南北朝時代の梁の初代皇帝。
- 蕭統（昭明太子）- 蕭衍の子。『文選』の作者。
- 蕭子顕 - 梁の歴史家。蕭道成の孫。『南斉書』の作者。
- 蕭該 - 隋の学者。蕭衍の弟である蕭恢の孫。
- 煬愍蕭皇后 - 隋の煬帝の皇后。後梁の明帝の娘。
- 蕭瑀 - 唐の政治家。煬愍蕭皇后の弟。
- 貞献皇后 - 唐の穆宗の侍女、文宗の母。
- 睿智蕭皇后 - 遼の景宗の皇后。蕭思温の娘。景宗の没後、息子の聖宗の摂政として北宋と戦った。
- 蕭朝貴 - 太平天国の乱の指導者のひとり。チワン族。
- 蕭友梅 - 清末から中華民国の作曲家。
- 蕭紅 - 中華民国の作家のペンネーム。
- 蕭三（中国語版） - 詩人、翻訳家、共産主義者。
- 蕭克 - 中華人民共和国の軍人。
- 蕭万長 - 台湾の政治家。
- 蕭美琴 - 台湾の政治家。
- 蕭一傑 - 台湾の野球選手。
- 蕭美玉 - 台湾の自転車競技選手。
- 蕭亜軒 - 台湾の歌手。
- 蕭敬騰 - 台湾の歌手。
- エドウィン・シウ（蕭正楠）- 香港の歌手、俳優。
- アナ・スイ（蕭志美）- アメリカ合衆国のファッションデザイナー。

### 架空の人物
- 蕭銀宗 - 『楊家将演義』などに登場する遼の皇太后。睿智蕭皇后がモデル。
- 蕭譲 - 『水滸伝』の登場人物。
- 蕭峯 - 金庸の小説『天龍八部』の登場人物。契丹人。